# Echinogorgia sanguinea
Echinogorgia sanguinea is een zachte koraalsoort uit de familie Plexauridae. De koraalsoort komt uit het geslacht Echinogorgia. Echinogorgia sanguinea werd in 1910 voor het eerst wetenschappelijk beschreven door Nutting. 